# Jonathan Cochet
Jonathan Cochet (Alençon, 4 gennaio 1977) è un pilota automobilistico francese.

## Carriera
Jonathan Cochet debuttò nell'automobilismo professionistico nel 1997 e divenne campione francese di Formula Renault. Nel 1999 fu vicecampione nazionale di F3 francese e per poi vincere il titolo nel 2000, anno in cui si aggiudicò il Masters di Formula 3 a Zandvoort, nei Paesi Bassi.
Nel 2001, dopo aver disputato il campionato internazionale di Formula 3000, ha vinto il Korea Super Prix di F3.
L'anno dopo sembrava pronto al debutto in Formula 1 con la Prost ma la chiusura della squadra diretta da Alain Prost lo costrinse a ripiegare sulla Formula Nippon, sulla Nissan World Series e sulle prove Endurance (nel 2004 ha vinto la 1000 km di Spa nella categoria LMP2).
Cochet non ha perduto del tutto i contatti con la Formula 1 e fa il tester della Renault. Ha corso anche in A1 Grand Prix.